# Fiat Lux (neureligiöse Bewegung)
Fiat Lux (lat. „es werde Licht“) ist eine neue religiöse Bewegung, die von Erika Bertschinger-Eicke (1929–2019), genannt „Uriella“, gegründet und angeführt wurde. Da sich Uriella als „Sprachrohr Gottes“ verstand, handelt es sich um eine Neuoffenbarungsbewegung. Nach eigenem Verständnis ist Fiat Lux ein Orden. Kennzeichnend sind, neben der Verehrung Uriellas als Medium Gottes und Heilerin, unter anderem die weiße Kleidung der Mitglieder, die Ernährung ausschließlich von Rohkost sowie der Verzicht auf den Konsum von Radio, Fernsehen und „weltlicher Lektüre“. Von kirchenunabhängigen wie auch von katholischen und evangelischen Stellen wird Fiat Lux als Sekte bezeichnet.
Die Bewegung wurde 1980 von Uriella in der Schweiz gegründet. 1990 wurde das Zentrum der Gemeinschaft nach Ibach in Deutschland verlegt. Um diese Zeit hatte Fiat Lux rund 1000 Mitglieder. Die umstrittene Tätigkeit Uriellas als Heilerin zog Kranke an, die auf Heilung hofften. Unter anderem wegen der strengen Ordensregeln verlor Fiat Lux Mitglieder, besonders als Uriella selbst erkrankte und ab 2005 kaum noch in Erscheinung trat. Schon vor ihrem Tod im Jahr 2019 hatte Fiat Lux nur noch wenige Mitglieder.

## Geschichte

### Vorgeschichte
Vor der Gründung von Fiat Lux hatte Erika Bertschinger-Eicke Kontakte zu „neuoffenbarerisch-mediumistischen Kreisen“ in Großbritannien und den USA. Seit 1971 behauptete sie, mehrere Offenbarungen und Visionen gehabt zu haben. Sie meinte nach einem schweren Reitunfall 1973 „hellsichtig“ zu sein. Am Weihnachtstag 1975 soll sie im „Lichtzentrum Bethanien“ in der Schweiz in tiefer Trance eine erste Offenbarung empfangen haben und verstand sich seitdem als „Sprachrohr Gottes“. Nach einer ersten Ehe, über die wenig bekannt ist, hatte sie als zweiten Ehemann den Unternehmer Max Bertschinger geheiratet.

### Gründung und Ausweitung
Nach dem Tod ihres Ehemannes Max gründete sie am 12. Januar 1980 den Orden Fiat Lux und das „Heiligtum“ in Egg bei Zürich als Ausgangs- und Zentralpunkt der Bewegung. Zu diesem Zeitpunkt hatte sie schon 47 Anhänger um sich geschart. Die ersten Gottesdienste, bei denen sie als „Uriella“ auftrat und die „Offenbarungen Jesu Christi“ weitergab, fanden in Egg statt. An den Gottesdiensten nahmen bis 1988 nur Mitglieder teil.
Im März 1984 gab Uriella an, vom Heiland den Auftrag erhalten zu haben, nun mit der Missionstätigkeit zu beginnen. Noch im selben Monat fand in Böblingen die erste öffentliche Fiat-Lux-Veranstaltung statt. Zwischen 1984 und 1988 erwarb bzw. baute die Gemeinschaft mehrere Häuser im Görwihler Ortsteil Strittmatt und expandierte damit nach Deutschland. 1988 wurde auch in Sittersdorf in Kärnten (Österreich) ein Zentrum eröffnet. Im selben Jahr fiel Uriella in Zürich erstmals öffentlich in Volltrance, um Botschaften zu erhalten. Seitdem waren ihre Gottesdienste auch Außenstehenden zugänglich, sofern sie sich angemeldet hatten und die Anmeldung akzeptiert wurde.
Der ehemalige katholische Priester Kurt Warter, der sich im Jahr 1983 Fiat Lux angeschlossen hatte und „Uriello“ genannt wurde, spielte in dieser Zeit eine wichtige Rolle. 1984 wurde er Uriellas dritter Ehemann. Er vereinheitlichte Uriellas Offenbarungen, prägte die Entwicklung der Ordenslehre und bereitete den Umzug nach Deutschland vor. Er starb 1988 bei einem Autounfall.

### Umzug nach Deutschland

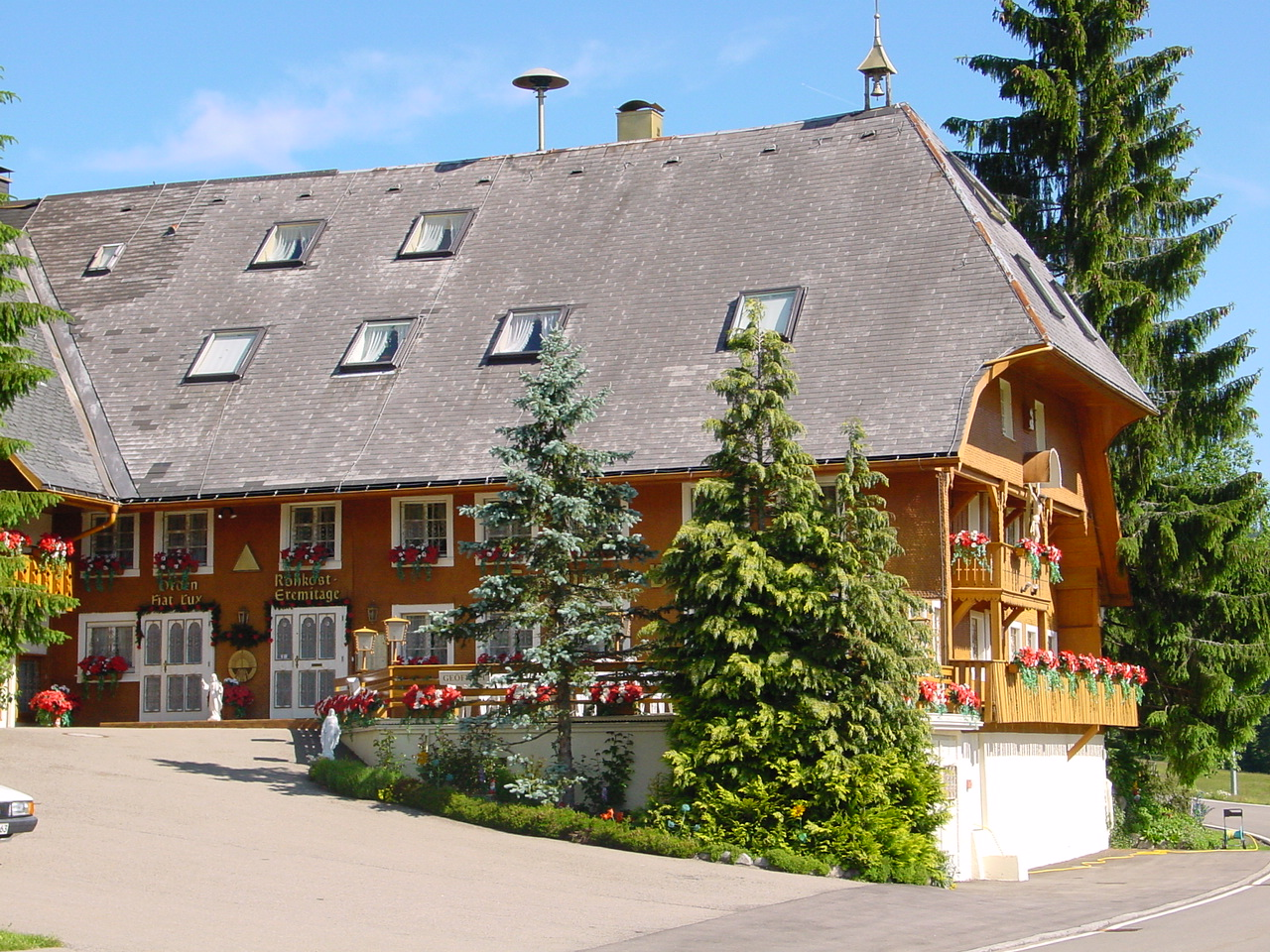
Zentrum von Fiat Lux in Ibach im Schwarzwald, Hauptgebäude (2004)

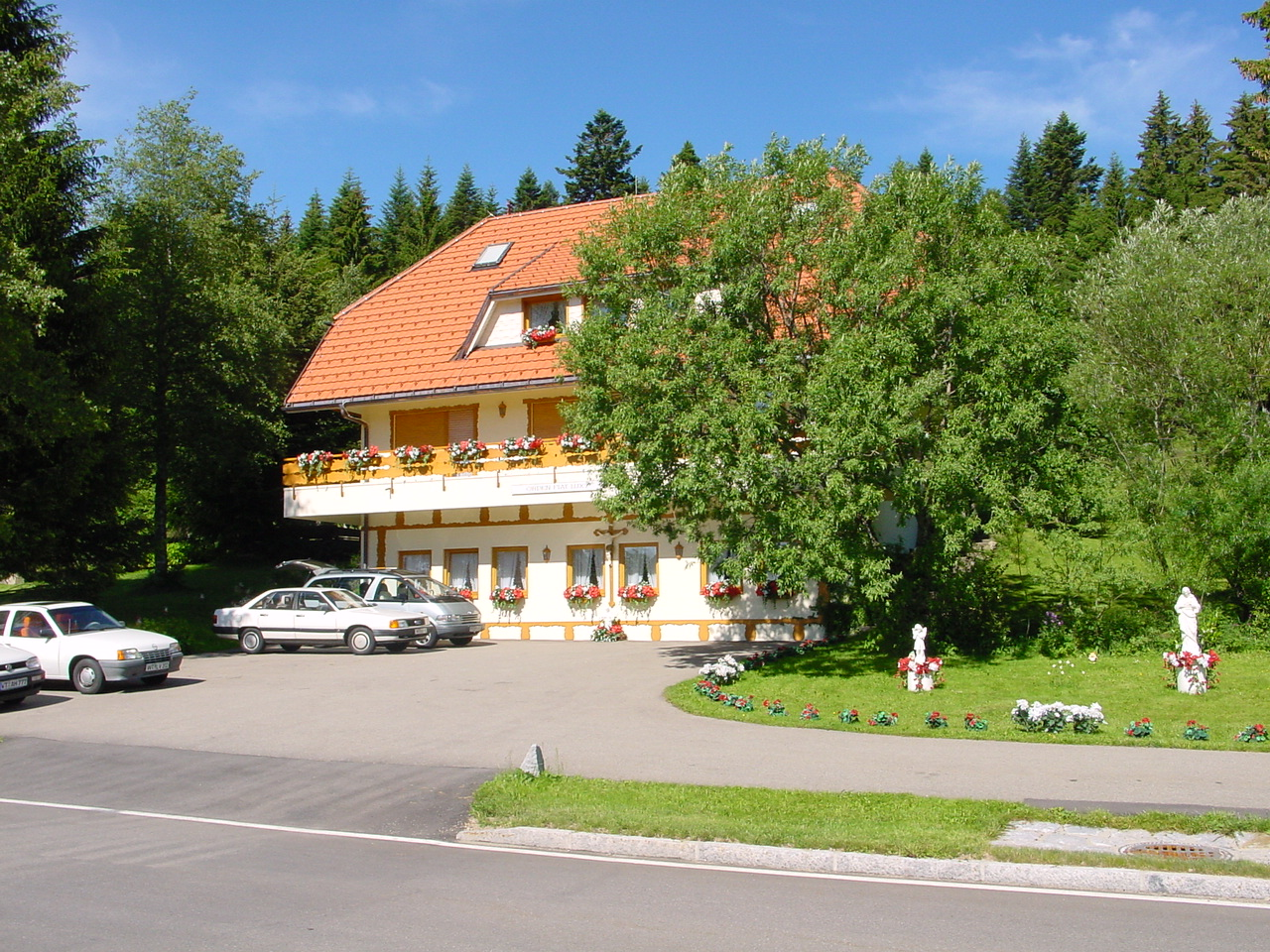
Zweites Gebäude in Ibach (2004). Anhänger von Fiat Lux haben weiße Autos, wie hier zu sehen.

Garten mit Kruzifix und „wintertauglichen“ Plastikblumen

Im September 1990 bekam Uriella angeblich von Jesus Christus den Auftrag, nach Deutschland umzuziehen. Das „Heiligtum“ wurde nach Ibach im Schwarzwald verlegt, nachdem der Orden den ehemaligen Gasthof Adler im Ibacher Ortsteil Lindau erworben, aufwendig renoviert und ausgebaut hatte. Görwihl-Strittmatt, wo schon Anhänger in Wohngemeinschaften lebten, ist von hier nur etwa 10 Straßenkilometer entfernt. Die beiden Orte liegen nordwestlich von Waldshut im Hotzenwald, einer Region im südlichen Schwarzwald.
Um 1990 hatte der Orden etwa 1000 Mitglieder. Die Zahl der Anhänger hatte damit ihren Höhepunkt erreicht. 1991 heiratete Uriella ihren vierten Ehemann Eberhard Bertschinger-Eicke, genannt „Icordo“. Seit dem Jahr 1992 kam es zu vielfacher öffentlicher und medialer Kritik und zu mehreren Verurteilungen von Erika Bertschinger-Eicke. Nach einer Phase der Verunsicherung stabilisierte sich die Gemeinschaft jedoch wieder und war auch missionarisch tätig.
In den 1990er Jahren trat Uriella immer wieder im Schweizer Fernsehen auf, so in den Sendungen Arena, Kassensturz, Viktors Spätprogramm und Ventil. Dabei erwies sie sich wegen ihrer Erscheinung und ihren teils skurrilen Äußerungen als Publikumsmagnet. Beispielsweise antwortete sie in Viktors Spätprogramm auf die spontane Frage des Moderators, ob sich Hitler heute in der Antarktis befinde: „Nein, der ist auf dem Mond und läuft dort in Ketten rum.“ Roger Schawinski, der sie mehrmals in seine Sendungen einlud, sagte zu Uriellas Auftritten im Fernsehen: „Sie war eine einmalige Figur, mit ihrem Ornat, ihrem entrücktem Auftritt – und sie brachte wahnsinnige Einschaltquoten. […] Für 99 Prozent war sie eine Witzfigur. Sie selber hoffte wohl, im verbleibenden einen Prozent neue Anhänger gewinnen zu können.“
Icordo gab im Oktober 1997 eine Mitgliederzahl von 723 Personen an, von denen in Ibach und Strittmatt schätzungsweise 70 bis 100 lebten. Im Jahr 2000 wurde die Zahl der Anhänger auf 400 bis 500 geschätzt. Einige Mitglieder verließen von sich aus den Orden, andere wurden als unzuverlässig empfunden und aus der Gemeinschaft gedrängt. Icordo war zu dieser Zeit bereits der Anführer von Fiat Lux, obwohl er offiziell nur Pressesprecher, Seminarleiter und Geschäftsführer der Rohkost-Eremitage war. Er trat immer öfter ohne Uriella im Fernsehen auf.

### Rückzug Uriellas
Etwa zu Beginn des Jahres 2005 zog sich Uriella aus der Öffentlichkeit und auch vor ihren Anhängern zurück. In den Gottesdiensten wurden nun Tonbandaufnahmen mit Botschaften von Uriella abgespielt. Selbst nähere Bekannte von Uriella gaben im September 2006 an, sie hätten Uriella seit mindestens eineinhalb Jahren nicht mehr gesehen. Dies löste die Vermutung aus, Uriella müsse ernsthaft krank sein. Fiat Lux wurde faktisch von Uriellas Ehemann „Icordo“ übernommen. Auch die Anhänger selbst traten kaum noch öffentlich in Erscheinung. Im Mai 2007 schätzte ein Aussteiger, es gebe noch etwa 300 aktive Mitglieder.
Bereits 2009 soll die Gruppe nur noch weniger als 100 Mitglieder gezählt haben. Gründe für den starken Rückgang waren einerseits Uriellas schwere Krankheit und die Erwartung, dass sie bald sterben würde, andererseits die Tatsache, dass sie 1991 und 1998 irrtümlich den Weltuntergang vorhergesagt und dadurch an Glaubwürdigkeit verloren hatte. Laut dem Sektenexperten Georg Otto Schmid waren auch die strengen Ordensregeln dafür verantwortlich, dass viele Mitglieder davonliefen. Mehreren Presseberichten von Ende 2011 zufolge war die Sekte damals schon weitgehend zerfallen und hatte nur noch ein bis zwei Dutzend Mitglieder. Öffentliche Aktivitäten der Gruppe fanden nicht mehr statt. Ebenso waren die Versuche von Fiat Lux, die Dorfgemeinde zu beeinflussen, zum Erliegen gekommen.
Im Oktober 2017 bot die Gemeinschaft eines der beiden Häuser ihres Seminarzentrums in Kärnten – das Gästehaus mit 790 Quadratmeter Wohnfläche – zum Verkauf an.

### Uriellas Tod
Uriella starb im Februar 2019 im Alter von 90 Jahren. Kurz zuvor hatte die Aargauer Zeitung geschrieben, dass nach einer Schätzung des Bürgermeisters von Ibach noch „bis zu 20 Mitglieder“ in der Gemeinde leben. Sonntags reisten regelmäßig weitere Mitglieder an. Sie seien an der weißen Kleidung und ihren weißen Fahrzeugen zu erkennen. Anlässlich von Uriellas Tod gab Infosekta, eine Fachstelle für Sektenfragen, ihre Einschätzung bekannt, es gebe „maximal noch zwei Dutzend“ Mitglieder. Zu Uriellas Beerdigung, am 1. März 2019 auf dem Friedhof in Ibach, kamen etwas mehr als 100 Menschen, überwiegend in weiß und beige gekleidet.

## Aktivitäten
Die Mitglieder sind weiß gekleidet. Die weiße Farbe soll den Strahl Luzifers („Schamanah“) abwehren. Der Eintritt in den Orden ist mit der schriftlichen Verpflichtung zur Einhaltung zahlreicher Ordensregeln verbunden. Die Mitglieder dürfen keine warmen Mahlzeiten, kein Fleisch und kein Brot essen. Sie ernähren sich ausschließlich von rohem Obst und Gemüse sowie von eingeweichten oder gekeimten Körnern. Alkohol, Tee und Kaffee sind tabu. Die Einnahme von Medikamenten ist wegen des Vorrangs der Geistheilung durch Uriella verpönt. Voraussetzung zur Mitgliedschaft ist auch der „Verzicht auf weltliche Lektüre und Vergnügungen jeglicher Art, wie fernsehen, Radio hören“. Die Ordensmitglieder sollen stattdessen danach streben, „sich intensiv in die Geistesschulung zu vertiefen und nach ihr zu leben“. Außerdem sollen sie sich bemühen, absolut keusch zu leben, auch wenn sie verheiratet sind. Wenn zwei Fiat-Lux-Mitglieder heiraten wollten, mussten sie zuerst Uriella fragen, ob Jesus ihnen die Ehe erlaube.

### Uriella als Heilerin
Uriella war auch als Geistheilerin tätig. Zu Heilungen diente auch das „Athrum-Wasser“, zu dessen Herstellung Uriella in Trance mit einem Silberlöffel mit Linksdrehungen in einer wassergefüllten Badewanne rührt. Bei diesem Verfahren werde das Wasser „umgepolt“ und „mit dem himmlischen Athrum-Strahl aufgeladen“. Danach wurde es in Kanister gefüllt, an Mitglieder verteilt und an Kranke abgegeben, allerdings nicht für Geld. Die Gesundheitsdirektion Zürich stellte 1989 fest, dass das Wasser mit Bakterien und Schimmelpilzen kontaminiert sei und deshalb keine Trinkwasserqualität habe. Eine spätere Untersuchung vom WDR für eine Reportage von Felix Kuballa kam zu ähnlichen Ergebnissen.
Uriella betrieb auch sogenannte Heilungen von aus medizinischer Sicht schweren bis unheilbaren Erkrankungen. Nach eigenen Aussagen konnte sie die Patienten „durchleuchten“ und so Erkrankungen erkennen. Häufig diagnostizierte sie Krebs. Alle Erkrankungen wurden anschließend „geheilt“, ohne dass die Krebserkrankung von Ärzten zuvor bestätigt wurde. Während einer Heilung saßen die zu Heilenden im Kreis auf Stühlen, während hinter ihnen die Heiler standen. Zu Zwecken der sogenannten Fernheilung befanden sich in der Mitte des Kreises Abbildungen von abwesenden Personen oder Haustieren, die ebenfalls unter einer schweren Erkrankung litten.
Der Verwaltungsgerichtshof Baden-Württemberg hat 1994 aufgrund der Gefährdung von Patienten die Rücknahme von Uriellas Erlaubnis zur Ausübung des Heilpraktikerberufs bestätigt (Az.: 9 S 326/93). 1996 wurde Uriella vorgeworfen, eine ärztliche Betreuung von drei schwer erkrankten Frauen verhindert zu haben. Zwei der Frauen waren kurze Zeit später gestorben. Mangels Beweisen wurde sie jedoch 1996 vom Landgericht Waldshut-Tiengen (Baden-Württemberg) freigesprochen.
Seit Anfang der 1980er Jahre betrieb Uriella in Schwellbrunn (Appenzell Ausserrhoden) eine Naturheilpraxis. Umsatz machte Fiat Lux hauptsächlich mit dem Verkauf von sogenannten „Heilmitteln“, die meist als Nahrungsergänzungsmittel deklariert wurden. Das Landgericht Mannheim verurteilte Uriella im Dezember 1998 wegen Zoll- und Steuerhinterziehung (Einfuhr von verschiedenen „Heilmitteln“ aus der Schweiz) zu einer Freiheitsstrafe von 22 Monaten auf Bewährung. Sie musste außerdem 100.000 DM an fünf gemeinnützige Einrichtungen zahlen.

### Hilfswerk und Vereine
1994 gründete Fiat Lux, möglicherweise vor allem aus steuerlichen Gründen, das karitative Hilfswerk „Adsum – ich bin bereit“, das notleidende Menschen in Osteuropa mit Hilfsgütern versorgen sollte. Um diese Lieferungen zu finanzieren, vertrieb der Orden eine Rotkäppchen-Puppe. Uriella erwartete von jedem Anhänger, dass er 120 Puppen verkaufen sollte. Denn Jesus selbst habe gesagt: „Einen jeden FIAT LUX-Träger verpflichte ICH, viele Dutzende [dieser Puppen] an den Mann zu bringen. Selbst wenn ihr eine berufliche Tätigkeit ausübt, so bleibt euch dennoch genügend Zeit, um in Meinem Apostolat zu wirken. Die heilige Zahl 120 würde Mich sehr ansprechen. Sie ist nicht zu hoch geschraubt.“ Einige Mitglieder fanden den Verkaufsdruck befremdlich und verließen Fiat Lux. Jesus reagierte darauf laut Uriella mit folgender Mitteilung: „Es ist erschütternd, dass durch diese Hilfsaktionen in den Reihen Meiner Kinder ein Spannungsfeld entstanden ist, das zu Austritten aus dem Orden führte. Welch eine Pein für Mein Herz!“
An den Orden angeschlossen waren außerdem der „Internationale gemeinnützige Verein zur Erforschung und Förderung einer naturgemäßen Lebens-, Ernährungs- sowie Behandlungsweise“ und die „Internationale Forschungsgruppe für Bioenergetik e. V.“.

### Kommunalpolitik
1999 kandidierte Icordo erfolgreich an der Spitze einer Wahl-Liste von Fiat-Lux-Mitgliedern um einen Sitz im Gemeinderat. 2004 wurde keine Liste eingereicht, Icordo begründete den Verzicht mit „weltweiten Veränderungen“, und dass er danach der weltliche Sprecher einer „gereinigten“ Menschheit sein werde.

### Tierschutzverein in Waldshut-Tiengen
Im Jahr 1999 wandte sich die Vorsitzende des Tierschutzvereins Waldshut-Tiengen und Umgebung e. V. wegen des geplanten Baus eines Tierheims mit der Bitte um Spenden an Fiat Lux. Daraufhin überwies Fiat Lux eine Spende in Höhe von 20.000 DM. Zugleich traten 220 Fiat-Lux-Mitglieder dem Tierschutzverein bei, darunter auch Icordo. Fiat Lux hatte damit schlagartig die Mehrheit bei insgesamt rund 400 Vereinsmitgliedern. Die Stadt Waldshut-Tiengen, die eine Bürgschaft in Höhe von 250.000 DM für den Bau des Tierheims zugesagt hatte, forderte den Tierschutzverein auf, sein Verhältnis zu Fiat Lux zu klären. Der Vereinsvorstand befürchtete den Verlust der Bürgschaft und versuchte die Fiat-Lux-Leute wieder aus dem Verein auszuschließen. Icordo forderte eine außerordentliche Mitgliederversammlung zu diesem Vorgang, was der Vereinsvorstand wegen der voraussehbaren Mehrheitsverhältnisse ablehnte. Das Amtsgericht Waldshut-Tiengen wurde eingeschaltet und urteilte, die geforderte Mitgliederversammlung habe stattzufinden.
Die Versammlung fand am 8. Dezember 2001 unter der Leitung des Waldshuter Bürgermeisters Martin Albers statt. Albers sagte von vornherein, ein pauschaler Ausschluss der Fiat-Lux-Mitglieder aus dem Tierschutzverein stehe nicht zur Debatte, da sie sich nicht vereinsschädigend verhalten hätten. Somit wurde nur noch darüber abgestimmt, ob Icordo ausgeschlossen werden solle. Die Abstimmung ging zugunsten von Icordo aus. Er hatte zuvor erklärt, dass es ihm seit Jahren um Tierschutz gehe. Er sei Mitglied in sieben Tierschutzorganisationen, seine Frau Uriella sogar in sechzehn. Die Befürchtung, Fiat Lux wolle den Vorstand im Tierschutzverein übernehmen oder den Verein kontrollieren, sei nicht berechtigt. Man wolle nur engagierte Hintergrundarbeit für den Tierschutz leisten.
Im Jahr 2006 erschienen rund 50 bis 60 Fiat-Lux-Mitglieder zur Hauptversammlung des Tierschutzvereins, der damals 743 Mitglieder hatte. Der Anteil der Fiat-Lux-Mitglieder betrug nur noch ein Drittel. Stand 2019 hat der Tierschutzverein rund 700 Mitglieder, während Fiat Lux nur noch wenige Mitglieder hat.

## Lehre
Die Gründerin Uriella erklärte sich zum Sprachrohr Jesu Christi, dessen Botschaften sie in Trance empfange. Die Lehren wurden in Ich-Form von Jesus oder Maria verkündet.
Fiat Lux lehrt Reinkarnation. So sei zum Beispiel Uriella früher Maria Magdalena gewesen und Icordo habe schon als Isaak, Josef von Ägypten, Ulrich Zwingli und Johann Strauss gelebt. Die Lehre verwendet teilweise christliche Ausdrücke, enthält aber nur wenige christliche Elemente in einer synkretistischen Mischung von jüdisch-apokalyptischen, gnostischen, östlich-religiösen, esoterischen, astrologisch-kabbalistischen, spiritistischen, archaisch-mystischen und ufologischen Elementen. Eine große Rolle spielen positive und negative „Strahlen“.
Laut Uriella wurden die Päpste Johannes XXIII. und Johannes Paul I. vergiftet, Paul VI. sei durch einen Doppelgänger ersetzt worden und der ganze Vatikan werde von Freimaurern kontrolliert. Ähnliche Positionen vertreten auch die True Catholic Church und die Palmarianisch-katholische Kirche.
Uriella sagte zweimal den baldigen Weltuntergang voraus. 1991 verkündete sie, das Ende der Welt sei nahe. Die Anhänger von Fiat Lux würden dann von Außerirdischen in Raumschiffen gerettet werden, um einige Wochen später auf einer „gereinigten“ Erde mit dem Namen „Amora“ abgesetzt zu werden. Am 8. August 1998 gab der Orden Fiat Lux per Presseerklärung bekannt, dass Uriella am 26. Oktober 1997 in Volltrance ihre 578. Botschaft von Jesus Christus empfangen habe, der unter anderem vorausgesagt habe, dass der dritte Weltkrieg in der Mitte des Jahres 1998 [in der Pressemitteilung stand versehentlich 1988] zu erwarten sei und der „Einmarsch der Russen in Europa“ bevorstehe. Aufgrund mehrerer Offenbarungen sei folgender Ablauf abzusehen:

„Im August 1998 werden
- der Mord an einem wichtigen Regierungsoberhaupt,
- der Weltbörsencrash mit dem anschließenden Weltwirtschaftszusammenbruch, zufolge Computerviren, sowie
- der Einmarsch der Russen in Deutschland erfolgen.

Nach 3 Monaten wird ein Meteorit in die Nordsee fallen. Die davon betroffenen Küstenländer werden für immer im Meer verschwinden. Die menschliche Strategie wird nicht aufgehen, den Meteoriten mit Atomwaffen von seiner Bahn abzulenken, denn Engel werden dies mit magnetischen Kraftstrahlen verhindern. Eine mehrere hundert Meter hohe Flutwelle wird sich mit Jet-Geschwindigkeit ausbreiten.
Weltweit werden Vulkane explodieren, auch jede [sic] in der Eifel. Durch ein Seebeben wird ein unter dem Meer angelegtes Atomkraftwerk explodieren. Kalifornien und Los Angeles und Hollywood werden im atlantischen Ozean [sic] verschwinden.“

Die Vorhersage zu Kalifornien veranlasste die schweizerische Evangelische Informationsstelle Kirchen – Sekten – Religionen zu einem spöttischen Kommentar: „Das Versinken Kaliforniens im Atlantischen Ozean setzt doch eine erhebliche plattentektonische Aktivität voraus (oder ist Uriellas ‚Jesus‘ geographisch nicht ganz firm?)“
Als der August 1998 verstrich, ohne dass die Russen wie angekündigt in Deutschland einmarschierten, schob Fiat Lux am 3. September eine weitere Presseerklärung nach mit dem Titel: „Kurzer Aufschub für die allerletzte Reinigungsphase der Erde von Gott gewährt. – Uriella ist eine wahre Prophetin.“ Darin stand: „In wenigen Monaten werden sich auch jene Prophezeiungen verwirklichen, die aus Gnade unseres SCHÖPFERS nun aufgeschoben wurden“. Außerdem wurde eine Vorhersage für 1999 erneuert, die schon in der vorigen Pressemitteilung stand: „Ende 1999 wird die grosse Prüfungszeit beendet sein. Das übrig gebliebene Drittel der Menschheit, also etwa 2 Milliarden Bürger, sollen dann auf dieser Erde ein ‚Goldenes Zeitalter‘ erleben.“